# Tectidrilus bori
Tectidrilus bori är en ringmaskart som först beskrevs av Righi och Kanner 1979.  Tectidrilus bori ingår i släktet Tectidrilus och familjen glattmaskar. Inga underarter finns listade i Catalogue of Life.